# Marbella
Marbella är en kommun och stad i södra Spanien, belägen i Málaga-provinsen i Andalusien. Marbella har 143 386 invånare (2019). 
Marbella är en viktig turistort på Costa del Sol; den har en exklusiv prägel och en stor mängd golfbanor i omgivningarna. Därigenom drar den till sig välbeställda turister från hela världen och i synnerhet från Nordeuropa och Mellanöstern.
I Marbella finns en mångfald av affärer, restauranger, diskotek och barer. Marbellas kända hamn Puerto Banús ligger utanför själva centralorten, som även den har hamn, om än inte lika berömd.
Det finns två flygplatser som är belägna på ungefär samma avstånd: Malaga flygplats är en storflygplats som passar de flesta, men för resor till Storbritannien eller Madrid är Gibraltars flygplats ett alternativ.
I Marbella finns sedan 1960-talet en svenskkoloni bestående av både permanent bosatta och vinterboende.
Staden har haft olika namn genom historien, Salduba under romartiden, Marbil-la när araberna styrde, för att sedan döpas till Marbella av de katolska monarkerna år 1485. 
Bostäderna i Marbella-området har sedan krisen år 2008 återhämtat sig starkare än övriga Spanien tack vare den multinationella tvärsnittet av fastighetsägare.  De ofta penningstarka internationella ägarna påverkas inte i tidigt skede av fastighetspriserna på lokala marknaden vilket gör att bostadspriserna håller en jämnare nivå, med en nedgång på endast 20% i jämförelse med övriga Spanien som vid krisen 2008 tappade upp till 50%. I Marbella-området finns bofasta från 150 olika nationaliteter. 

## Transport
Från Marbella kan man ta sig till kuststäderna med buss, till exempel Málaga, Estepona, Torremolinos, Fuengirola och Gibraltar. Området är också trafikerat av motorvägen A7, och den närmaste flygplatsen är Málaga-Costa Del Sol.

### Via kusten
Marbellas fyra hamnar är i första hand fritidshamnar; även om både Puerto Banús och Puerto de la Bajadilla har tillstånd för kryssningsfartyg har ingen av dem regelbunden trafik till andra hamnar. Bajadillas hamn används för transport av varor, men även fiske.

### Järnväg
Marbella är den folkrikaste kommunen på Iberiska halvön som inte har någon järnvägsstation på sitt territorium, och är den enda spanska stad med över 100 000 invånare som inte tillhandahåller järnväg.
Ett projekt pågår för att bygga en järnväg (Costa del Sol-järnväg) som ska förbinda Nerja, Málaga och Algeciras. Det kan vara en höghastighetsjärnväg med flera stopp i Marbella. Fram till dess är den närmaste stationen nära Fuengirola, 27 km bort. Längre bort ligger Málaga Maria Zambrano i Málaga stad, 57 km bort, och Ronda järnvägsstation, också 57 km bort.

### Stadsbuss
Marbella erbjuder invånarna i kommunen fri rörlighet på sina stadsbusslinjer (Urbanos de Marbella) som drivs av Avanza, tack vare Tarjeta Municipal de Movilidad. Det finns för närvarande 10 stadsbusslinjer som sträcker sig från San Pedro de Alcántara till Cabopino, utöver den tillfälliga Starlite-linjen som finns tillgänglig under somrarna.

### Intercitybussar
De flesta intercitybusslinjerna drivs av CTSA-Portillo. De förbinder Marbella med andra tätorter, till exempel Málaga och dess flygplats, närliggande städer i inlandet (Benahavis, Ojen, Ronda), Campo, inklusive Gibraltar (La Linea och Algeciras), några större städer i Andalusien (Almería, Cádiz, Córdoba, Jerez, Granada, Jaen, Sevilla och Úbeda), och Mérida i Extremadura. Den centrala busstationen har förbindelser till andra inhemska destinationer, som Madrid och Barcelona.

### Taxibilar
Det finns gott om taxibilar till Marbella från flygplatserna i Malaga och Gibraltar och från taxistationer längs Costa del Sol. De flesta är rena och rökfria och är dessutom det mest bekväma sättet att resa till lokala semesterorter.
Marbella är inte formellt integrerad i området för Metropolitan Transportation Consortium Málaga.

## Media
På grund av stadens etniska mångfald publiceras Marbellas tidningar och tidskrifter på flera europeiska språk, bland annat La Tribuna de Marbella (på spanska) och Costa del Sol Nachrichten (på tyska). Dessutom har Diario Sur (spanska) eller Southern Journal (engelska) och La Opinión de Málaga (spanska) redaktioner i staden. Bland de engelskspråkiga tidningarna med störst upplaga finns de som ägnar sig åt mode och livsstil, som Essential Magazine och Society Marbella Magazine.
Marbella har flera lokala tv-stationer, till exempel M95 Television, Summer TV och South Coast Television. Det finns också flera digitala nyhetstidningar, bland andra Voice of Marbella och Journal of Marbella.

## Tätorter
Tätorter utanför Marbellas centralort:
- Puerto Banus är en stor marina med affärer och restauranger i yppersta lyxklass. Kvällslivet är intensivt och många åker hit bara av den anledningen
- Nueva Andalucía har ett stort kasino och en relativt stor svensk koloni
- San Pedro de Alcántara med sin småstadscharm är ingen utpräglad turistort utan har mer spansk framtoning
- Las Chapas
- Elviria

## Kända invånare
- Familjen Wahlgren, föräldrarna Christina Schollin Wahlgren och Hans Wahlgren har ett hus i Malaga, Pernilla Wahlgren köpte ett hus i Marbella, där både familj och vänner gärna spenderar sin tid.

- Arthur Rubinstein, konsertpianist, köpte ett hus i Marbella på 1950-talet. I den akademiskt prisbelönta dokumentärfilmen "Arthur Rubinstein, The Love of Life" från 1957 filmades Rubinstein hemma i sitt hus i Marbella, Spanien,
- Sean Connery hade en bostad i Marbella från 1970 till 1998, där han regelbundet sågs spela golf när han inte filmade.
- Jean Negulesco, rumänsk-amerikansk filmregissör och manusförfattare, bodde i Marbella från slutet av 1960-talet till sin död den 18 juli 1993 vid 93 års ålder.
- George Clooney, skådespelare
- Novak Djokovic
- Jon Olsson
- Rick Parfitt OBE, brittisk rockmusiker från Status Quo, bodde i bergen strax utanför Marbella.
- Antonio Banderas, född i den närliggande staden Málaga, har varit en regelbunden besökare i Marbella där han har ett hus i Los Monteros. Stella, hans dotter med hustrun, skådespelerskan Melanie Griffith, föddes i Marbella 1999.
- Vapenhandlaren Monzer al-Kassar var en långvarig invånare fram till sin fängelsevistelse och har fått smeknamnet "Marbellas prins".
- Mike Reid, engelsk skådespelare och komiker, bodde i Marbella när han dog den 29 juli 2007. Han föddes i Hackney i London och drog sig tillbaka till Marbella några år innan han dog.
- Millie Bobby Brown, engelsk skådespelerska och Eleven i Stranger Things.